# Свјетски дан напуштених животиња
Свјетски дан напуштених животиња обиљежава се 4. априла.
Поред 4. априла, постоји још један дан који је посвећен напуштеним животињама, а то је 21. август. До идеја да напуштене животиње имају два дана која су посвећена њима дошла је од холандских активиста.  Према подацима ESDAW (european society of dog and animal welfare) око 600 милиона припадника популације паса и мачака живи на улици.

## Циљ
Циљ обиљежавања ових дана представља буђење свијести о проблему напуштених животиња. Животиње које живе на улицама препуштене су саме себи, па су често жртве злостављања, мучења, затим лако подлијежу разним обољењима и њиховом ширењу. Такође, такве животиње често постају агресивне.
Главни узрок повећане популације паса и мачака на улицама је њихово неконтролисано размножавање и стереотипи о стерилизацији кућних љубимаца. Наравно, ту је и неодговорност власника. Нажалост, честа је појава да се животиње, поготово женке, бацају на улицу. То је због њихове способности размножавања.

## Борба против овог проблема
Знајући да су животиње најмање криве за ово што им се дешава, разне организације покушавају да умање ову појаву. Удружења за заштиту животиња и њихови волонтери дио су ублажавања овог проблема, али је нажалост њихов учинак мали.
Чиповање, вакцинисање, а прије свега стерилизација, неки су од главних метода у борби против овог проблема. Одговоран власник би требао да прати ове методе, иако још увијек оне нису установљене као обавезне.